# David Oliva
Edgar David Oliva Medina (Monterrey, Nuevo León, 6 de junio de 1972). Es un exfutbolista mexicano que jugaba en la posición de medio.

## Trayectoria
Se inició en las fuerzas básicas y juveniles de Tigres UANL en Monterrey, su debut profesional lo hizo para Tigrillos de la UANL en la tercera división, a principios de los noventa. Allá llegó a la titularidad y en la campaña 93-94 ganó la final por el ascenso a Segunda División contra Coacalco, anotando en el partido de vuelta. Para la 95-96, con el mismo equipo, ascendió a la Primera A, esta vez ganando la final contra Club Deportivo Tapatío. En el Verano ’98 y con el mismo club, que ahora se hacía llamar la U de Nuevo León, colaboró para ganar la final a Club Zacatepec y jugarse el ascenso a la máxima categoría contra CF Pachuca, el cual perdieron por poco.
Aunque en torneos anteriores ya había alternado y jugado varios partidos con el primer equipo de Tigres UANL, antes de emigrar a Necaxa, en la semifinal del torneo contra Pachuca, cometió un garrafal error solo frente al marco, sin portero, casi sobre la línea, que le ganó tremendo abucheo de la afición universitaria. Sin embargo la redención llegó pronto y anotó un importante golazo contra Correcaminos, que los encaminó al título.su esfuerzo en aquella campaña le valió para que en  el invierno 98 fue contratado por el Club Necaxa. Ese mismo torneo se ganó minutos y se coronó campeón contra el Club Deportivo Guadalajara, jugando 7 minutos de la ida. Para el Invierno 99 jugó su mejor torneo y apareció en todos los partidos del equipo, Participó también en el primer Mundial de Clubes donde fueron terceros.  luego jugó el Verano 2000  con menor regularidad y al acabar regresó a Tigres UANL, como refuerzo de primera división. Aquel estatus no le duró mucho y luego de dos torneos salió de planes, por lo que para el Invierno 2001 probó suerte en Puebla Fútbol Club.
Con la franja jugó un poco más pero no se consolidó, así que fue enviado de vuelta a Coyotes de Saltillo, luego se probó en Correcaminos de la UAT por un torneo y al término del mismo se enroló en Jaguares de Tapachula, también en la Primera A. Durante el Apertura 2003 fue registrado con el primer equipo de Jaguares de Chiapas pero su regreso no vio ningún minuto, al finalizar el siguiente torneo el Clausura 2004 se retiró, aunque para el segundo semestre del 2004 se agregó al plantel de La Furia de Monterrey, equipo de fútbol salón que compitió en la MILS de los Estados Unidos.
Luego de aquella aventura en el fútbol norteamericano jugó donde lo dejaran; homenajes, exhibiciones, e incluso a nivel amateur en ligas regionales de Monterrey, como la Profusoc y la Parque Río. Finalmente dejó de correr tras el balón y para el Apertura 2007 reapareció en Tercera División dirigiendo a los Gallos 49 de Cadereyeta, para el Apertura 2009 y el Bicentenario 2010 dirigió a la Club Irapuato en Segunda División y actualmente espera otra oportunidad para estar en el banquillo.
Jugó y ganó cuatro distintas finales, logrando así el título de liga en las 4 principales categorías del fútbol mexicano, al igual que su amigo y compañero en la delantera; Javier Lozano.
En la Primera A también pasó por Club Zacatepec, aunque solo durante una pretemporada, antes de irse a la UAT.

### Clubes
| Club                  | País          | Año           | Partidos | Goles | Media |
| --------------------- | ------------- | ------------- | -------- | ----- | ----- |
| C.F. Tigres U.A.N.L.  | México        | 1993 - 1998   | 18       | 2     | 0.11  |
| *Tigrillos U.A.N.L.   | México        | 1992 - 1998   | 165      | 21    | 0.13  |
| C. Necaxa             | México        | 1998 - 2000   | 66       | 5     | 0.08  |
| C.F. Tigres U.A.N.L.  | México        | 2000 - 2001   | 8        | 0     | 0     |
| Puebla F.C.           | México        | 2001          | 7        | 0     | 0     |
| Tigrillos Saltillo    | México        | 2002          | 16       | 3     | 0.19  |
| Correcaminos U.A.T.   | México        | 2002          | 13       | 3     | 0.23  |
| Jaguares de Tapachula | México        | 2003          | 4        | 0     | 0     |
| Jaguares de Chiapas   | México        | 2003          | 0        | 0     | 0     |
| Jaguares de Tapachula | México        | 2004          | 21       | 3     | 0.14  |
| Total carrera         | Total carrera | Total carrera | 318      | 37    | 0.12  |

- Cárnet

## Estadísticas

### Clubes
La siguiente tabla detalla los encuentros disputados y los goles marcados en los clubes en los que ha militado.
| Tigrillos F.C. · México |               |               |     |    |   |   |   |     |     |    |
| 4ª | 1992-93       | 22            | 4   | -  | - | - | - | 22  | 4   |    |
| 4ª | 1993-94       | 33            | 3   | -  | - | - | - | 33  | 3   |    |
| 3ª | 1994-95       | 30            | 3   | -  | - | - | - | 30  | 3   |    |
| 3ª | 1995-96       | 33            | 5   | -  | - | - | - | 33  | 5   |    |
| 2ª | 1996-97       | 19            | 2   | 4  | 1 | - | - | 23  | 3   |    |
| 2ª | 1997-98       | 24            | 3   | -  | - | - | - | 24  | 3   |    |
| Total club | Total club    | 161           | 20  | 4  | 1 | - | - | 165 | 21  |    |
| C.F. Tigres U.A.N.L. · México |               |               |     |    |   |   |   |     |     |    |
| 1ª | 1993-94       | 3             | 1   | -  | - | - | - | 3   | 1   |    |
| 1ª | 1994-95       | 12            | 1   | 3  | 0 | - | - | 15  | 1   |    |
| 1ª | 2000-01       | 8             | 0   | -  | - | - | - | 8   | 0   |    |
| Total club | Total club    | 23            | 2   | 3  | 0 | - | - | 26  | 2   |    |
| C. Necaxa · México |               |               |     |    |   |   |   |     |     |    |
| 1ª | 1998-99       | 24            | 3   | 1  | 0 | 7 | 1 | 32  | 4   |    |
| 1ª | 1999-00       | 32            | 1   | -  | - | 2 | 0 | 34  | 1   |    |
| Total club | Total club    | 56            | 4   | 1  | 0 | 9 | 1 | 66  | 5   |    |
| Puebla F.C. · México |               |               |     |    |   |   |   |     |     |    |
| 1ª | 2001          | 7             | 0   | -  | - | - | - | 7   | 0   |    |
| Total club | Total club    | 7             | 0   | -  | - | - | - | 7   | 0   |    |
| Tigrillos Saltillo · México |               |               |     |    |   |   |   |     |     |    |
| 2ª | 2002          | 16            | 3   | -  | - | - | - | 16  | 3   |    |
| Total club | Total club    | 16            | 3   | -  | - | - | - | 16  | 3   |    |
| Correcaminos U.A.T. · México |               |               |     |    |   |   |   |     |     |    |
| 2ª | 2002          | 13            | 3   | -  | - | - | - | 13  | 3   |    |
| Total club | Total club    | 13            | 3   | -  | - | - | - | 13  | 3   |    |
| Jaguares de Chiapas · México |               |               |     |    |   |   |   |     |     |    |
| 1ª | 2003-04       | 0             | 0   | -  | - | - | - | 0   | 0   |    |
| Total club | Total club    | 0             | 0   | -  | - | - | - | 0   | 0   |    |
| Jaguares de Tapachula · México |               |               |     |    |   |   |   |     |     |    |
| 2ª | 2003          | 4             | 0   | -  | - | - | - | 4   | 0   |    |
| 2ª | 2003-04       | 21            | 3   | -  | - | - | - | 21  | 3   |    |
| Total club | Total club    | 25            | 3   | -  | - | - | - | 25  | 3   |    |
| Total carrera | Total carrera | Total carrera | 301 | 35 | 8 | 1 | 9 | 1   | 318 | 37 |
| (1)Incluye datos de la Copa México y Pre Pre Libertadores (1998). (2)Incluye datos de la Pre Libertadores (1999), Copa Campeones CONCACAF (1999) y Copa Mundial de Clubes de la FIFA (2000). |               |               |     |    |   |   |   |     |     |    |

### Resumen estadístico
| Competencia                    | Partidos | Goles |
| ------------------------------ | -------- | ----- |
| Primera División de México     | 86       | 6     |
| Primera División 'A' de México | 97       | 14    |
| Tercera División de México     | 55       | 7     |
| Segunda División de México     | 63       | 8     |
| Copa México                    | 7        | 1     |
| Pre Pre Libertadores           | 1        | 0     |
| Pre Libertadores               | 4        | 0     |
| Copa Campeones CONCACAF        | 3        | 1     |
| Copa Mundial de Clubes         | 2        | 0     |
| Total                          | 318      | 37    |

## Palmarés

### Campeonatos nacionales
| Título                    | Club               | País   | Año     |
| ------------------------- | ------------------ | ------ | ------- |
| Tercera División          | Tigrillos U.A.N.L. | México | 1993-94 |
| Segunda División          | Tigrillos U.A.N.L. | México | 1995-96 |
| Torneo Verano Primera 'A' | Tigrillos U.A.N.L. | México | 1998    |
| Torneo Invierno           | Club Necaxa        | México | 1998    |

### Campeonatos internacionales
| Título                  | Club      | País           | Año  |
| ----------------------- | --------- | -------------- | ---- |
| Copa Campeones CONCACAF | C. Necaxa | Estados Unidos | 1999 |

Otros logros
- Subcampeón del Campeón de Ascenso con el Tigrillos U.A.N.L..
- Tercer lugar del Mundial de Clubes 2000 con Necaxa.